# Indumentària victoriana

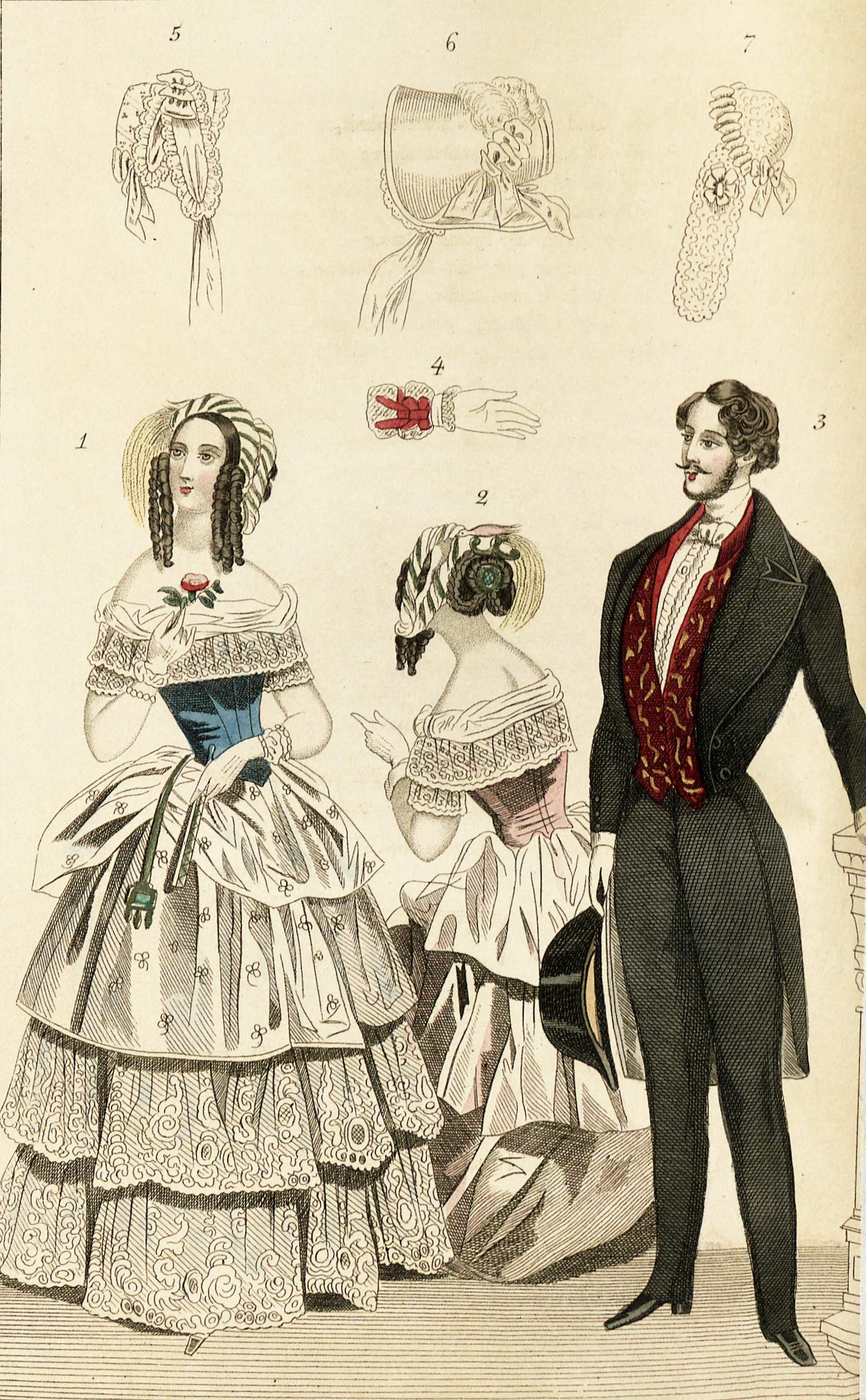
1844 dibuix de moda que representa la roba de moda per a homes i dones, incloent il·lustracions d'un guant i gorres.

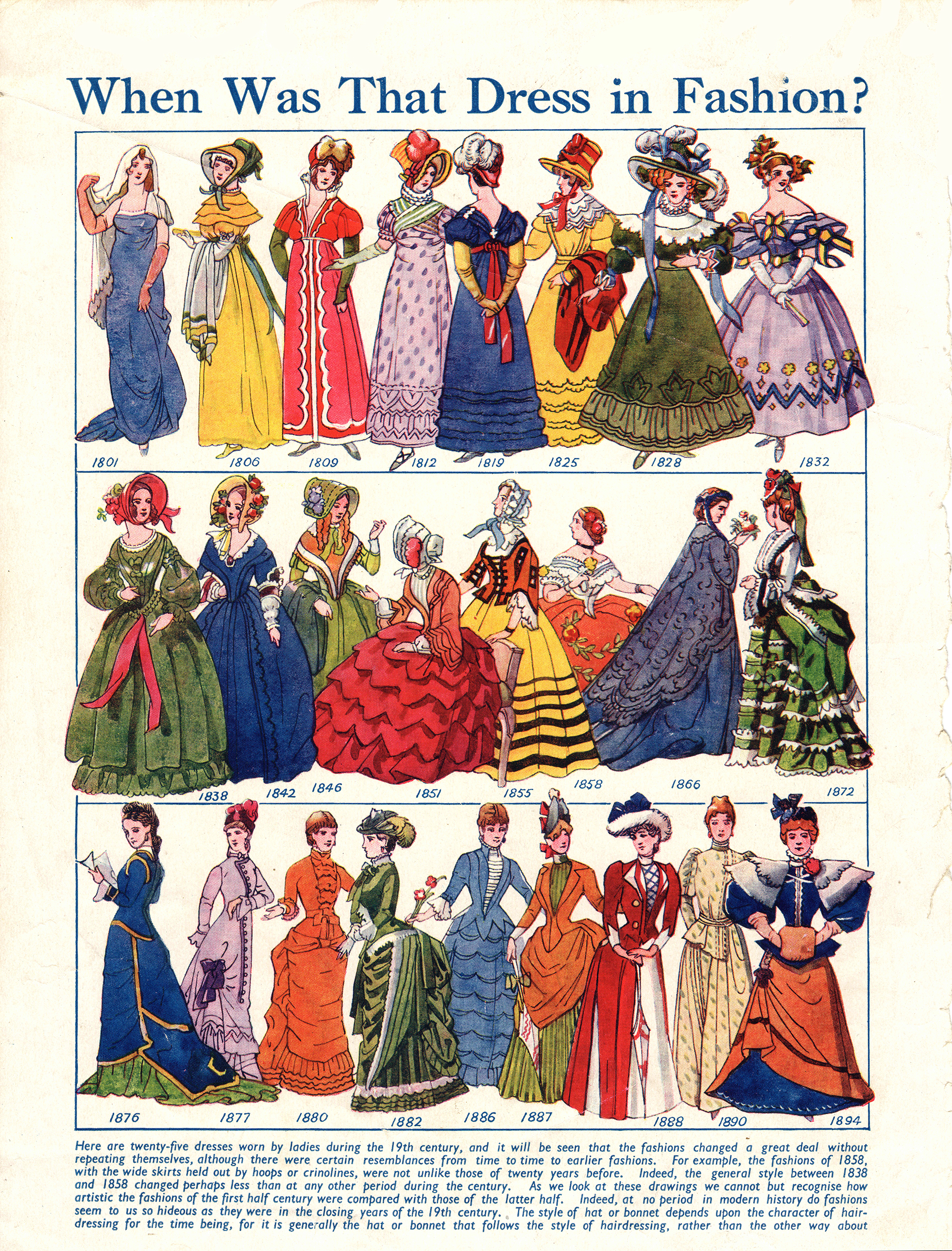
Il·lustració que representa les modes al llarg del.

Indumentària victoriana comprèn les diverses modes i tendències de la cultura britànica que van sorgir i es van desenvolupar a Gran Bretanya i l'Imperi Britànic al llarg de l'era victoriana, aproximadament de 1830 a 1900. El període va veure molts canvis en la moda, incloent canvis en els estils, la tecnologia de la moda i els mètodes de distribució. Diversos moviments en l'arquitectura, la literatura i les arts decoratives i visuals, així com una percepció canviant dels rols de gènere tradicionals també van influir en la moda.
Sota la regla de la Reina Victòria, Anglaterra va gaudir d'un període de creixement econòmic junt amb l'avenç tecnològic. La producció en cadena de màquines de cosir en la dècada de 1850, així com l'adveniment de tints sintètics va introduir canvis importants en la moda. La roba es podria fer més ràpida i més barata. L'avenç en la impressió i proliferació de revistes de moda va permetre a les masses participar en les tendències evolutives de l'alta moda, obrint el mercat de consum massiu i de publicitat. Cap a 1905, les peces de roba de vestir es trobaven per a la venda en grans magatzems de preu fix, estimulant una nova era de consumisme amb la creixent classe mitjana que es beneficiava de la revolució industrial.

## Moda de les dones
Durant l'era victoriana, el lloc d'una dona era a casa. A diferència dels segles anteriors en que les dones podien ajudar els seus marits i germans en les empreses familiars, al segle xix, els papers de gènere es van definir més que mai. Els seus estils del vestit van reflectir la seva forma de vida. La moda victoriana no pretenia ésser utilitària.
La roba era vista com una expressió del lloc de la dona a la societat [4] i per tant, es diferenciava en termes de classe social. Les dones de classe alta, que no necessitaven treballar, usaven sovint una cotilla fortament lligada sobre un cosset o chemisette, i les ajustaven amb una faldilla adornada amb nombrosos brodats i adorns; sobre capes d'enagos. Dones de classe mitjana van exhibir estils de vestir similars; tanmateix, les decoracions no eren tan extravagants. Les capes d'aquestes peces de roba les feien molt pesants. Les cotilles també feien moviments rígids i restringits. Encara que la roba no era còmoda, el tipus de teles i les nombroses capes s'usaven com a símbol de riquesa.

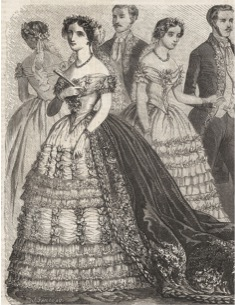
Vestit de festa dels anys 1850 amb escot Bertha i blonda.

El coll-línia Bertha, és el d'espatlla sota la línia de l'espatlla, portada per dones durant l'era Victoriana. El tall va exposar les espatlles d'una dona i algunes vegades es retallava amb un faldó de punta d'encaix de tres a sis cms de profunditat, o el cosset tenia escot cobert amb diverses bandes horitzontals de plecs de tela. Tanmateix, l'exposició de la línia del coll solament es va restringir a la classe alta i mitjana, les dones de la classe treballadora durant aquest període no se'ls va permetre ensenyar tanta carn. L'estil «décolleté» va fer xals per convertir-se en una característica essencial dels vestits. Les cotilles van perdre les corretges de les espatlles, i la moda va ser produir dos cossets, un amb escot tancat per al dia i un altre amb escot descobert per a la nit.
Les cotilles desossades es van usar als vestits de les dones per accentuar la cintura petita del cos femení. Funcionavan com una roba interior que es podia ajustar per lligar fermament prop de la cintura, mantenir i restrènyer la cintura d'una persona, per la qual cosa aprimar-se i conformar una silueta de moda. També va ajudar a aturar el cosset d'arrugues horitzontals. Amb la cotilla, es mostrava una cintura molt petita i ajustada. Tanmateix, les cotilles han estat culpades de causar moltes malalties a causa de l'estreta cintura obligada. Els exemples de la condició de la malaltia eren curvatura de l'espina dorsal, deformitats de les costelles i defectes de naixement. Com a resultat, la gent va començar a oposar-se a l'ús de cotilles en temps posteriors.

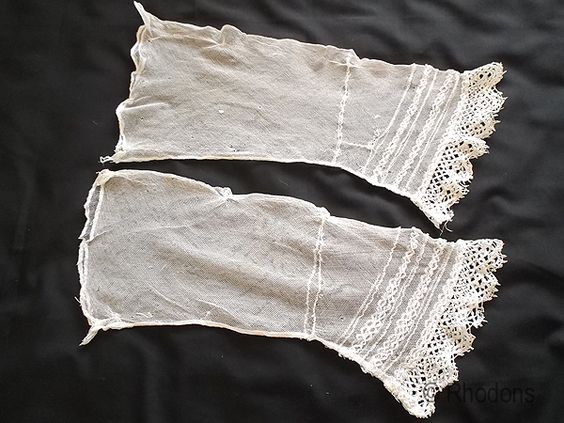
Mànigues falses

Les mànigues es van ajustar fermament durant l'era victoriana primerenca. Va combinar amb el disseny de la cintura petita forta ajustada de les dones, i la línia de la màniga de l'espatlla es va inclinar més per demostrar un ajustatge més comprimit en el braç. Això eventualment va limitar els moviments de les dones amb les mànigues. Tanmateix, quan el mirinyac van començar a desenvolupar-se en la moda, les mànigues es van convertir en grans campanes que donaven al vestit un volum més pesant. Les mànigues falses, que en general estaven fetes de punta d'encaix, lli o blonda, amb brodat anglès, s'enduien sota les mànigues. Van ser fàcils de treure, rentar i tornar a col·locar, per la qual cosa la utilització com ara mànigues falses, es va realitzar durant temps. Comunament apareixen sota les mànigues en forma de campana dels vestits de dia.
La silueta va anar canviant amb el temps recolzant-se en l'evolució de la roba interior. Anteriorment, les faldilles amples estaven sostingudes per teles com el lli que usava crinera al teixit. Els mirinyacs s'usaven per donar a les faldilles una forma de rusc, amb almenys sis capes d'enagos usats sota la faldilla. Més tard, es va desenvolupar el mirinyac de gàbia. Les dones van ser alliberades dels enagos pensats, i van ser capaçes de moure les seves cames lliurement sota la gàbia. La silueta més tard va començar a recalcar un pendent cap a la part posterior de la faldilla. L'estil de polisson va ser introduït on el volum es va amuntegar en la part posterior de la faldilla. Se situaven sota la faldilla, tot Just Sota l'espina dorsal, Per evitar que la faldilla s'arrossegués per terra. El polisson va reaparèixer de manera exagerada a la darreria de 1881, fins a fer-se un element principal de la moda de mitjan a final de la dècada del 1880. La moda dels grans polissons va apagar-se l'any 1889.

## Estil del vestit dels 1830

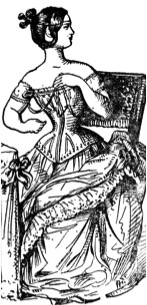
Vestit de 1830

Durant el regnat de la reina Victòria en 1837, la forma ideal de la dona victoriana era un tors prim i llarg, accentuat per llargs malucs. Per aconseguir una cintura baixa i prima, les cotilles van ser fortament lligades sobre l'abdomen i cap avall els malucs. Una camisa s'enduia en general sota la cotilla, i tallada relativament baix per prevenir l'exposició. Sobre la cotilla, estava el cosset ajustat amb una cintura baixa. Juntament amb el cosset hi havia una faldilla llarga, amb capes d'enagos de crinera, usades per crear volum; mentre es posava èmfasi en la cintura petita. Per contrastar la cintura estreta, es van usar escots baixos i rectes.

## Estil del vestit dels 1840

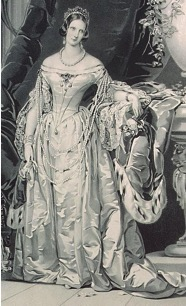
Vestit dels 1840.

Al principi de la dècada, els costats dels cossets es van aturar en la cintura natural, i es van trobar en un punt en el front del cos. D'acord amb la cotilla molt desossada i les línies de costura en el cosset, la cintura baixa i estreta popular es va accentuar.
Les mànigues de les bruses estaven ajustades en la part superior, però s'ampliaven en la zona entre el colze i el canell. Tanmateix, la màniga falsa també va ser col·locada inicialment sota l'espatlla; restringint els moviments del braç.
Com a resultat, a mitjan dècada es veien les mànigues que sobresortien del colze en forma d'embut; requerint les mànigues falses per cobrir els braços inferiors.
Les faldilles es van allargar, mentre que les amplades van augmentar a causa de la introducció del mirinyac de crinera. el 1847; convertint-se en un símbol d'estatus de la riquesa.
Capes addicionals de volants i enagos, també van destacar el volum d'aquestes faldilles amples. Tanmateix, d'acord amb la cintura estreta, les faldilles estaven unides al cosset fent servir plecs molt ajustats. Això va servir com a element decoratiu per a una faldilla relativament llisa. L'estil dels anys 1840 va ser percebut com a conservador i «gòtic» en comparació amb l'extravagància de la dècada de 1830.

## Estil del vestit dels 1850

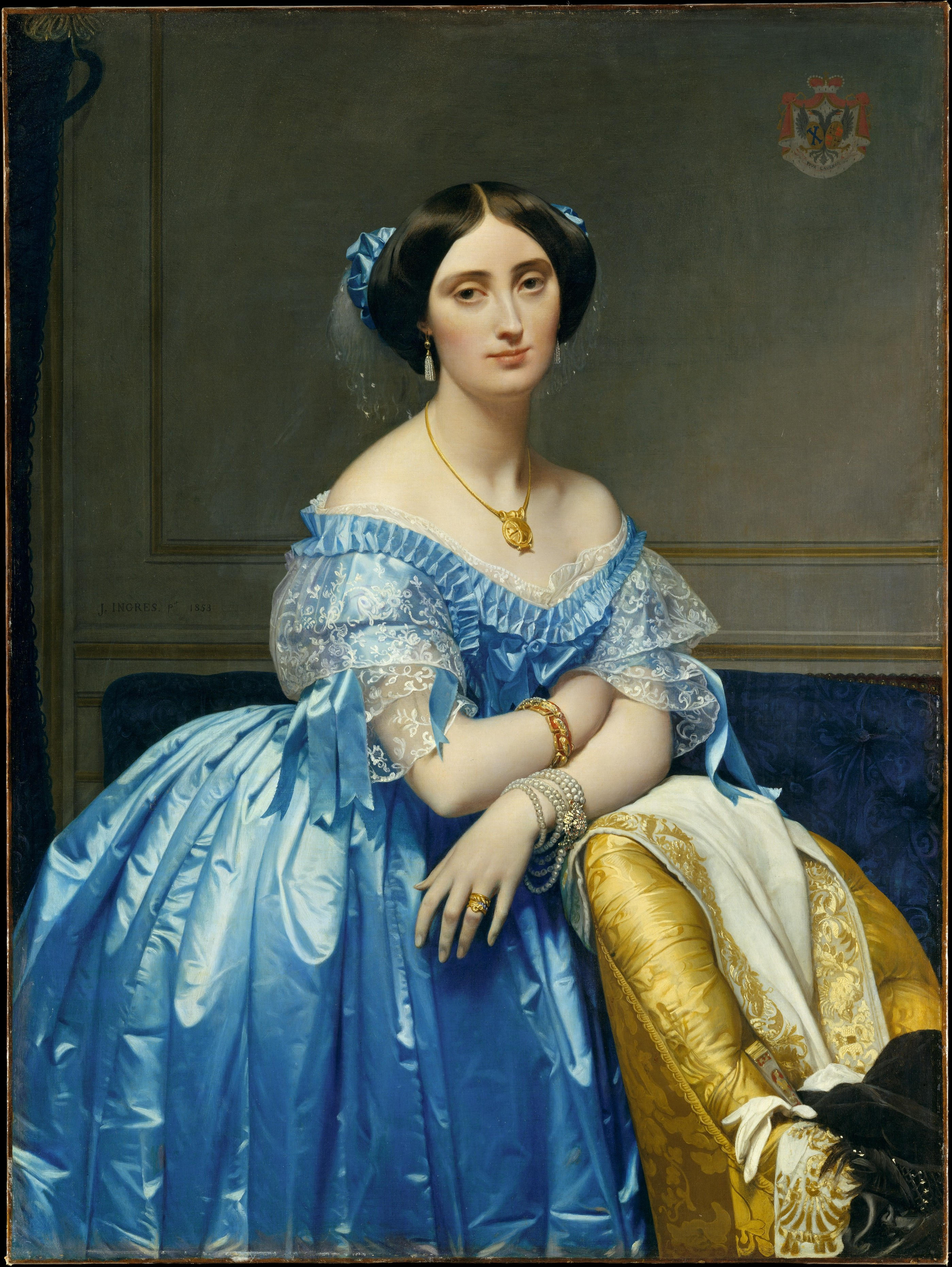
La Princesse de Broglie, 1851-1853 per Jean-Auguste Dominique Ingres

Una silueta similar va romandre en la dècada de 1850, mentre que uns certs elements de peces de roba de vestir canviaven.
Els escots dels vestits de dia es van reduir encara més baixos en forma de V, el que va causar la necessitat de cobrir l'àrea del bust amb una camisa. Per contrast, els vestits de nit van oferir un coll Bertha, que va exposar completament l'àrea de les espatlles. Les bruses van començar a estendre's sobre els malucs, mentre que les mànigues se n'obrien més i augmentaven en plenitud. El volum i l'amplada de la faldilla van continuar augmentant, especialment durant 1853, quan es van afegir fileres de volants.

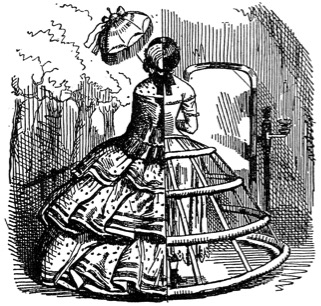
1856 mirinynac de jaula.

Tanmateix, el 1856, les faldilles es van expandir encara més; creant una forma de cúpula, a causa de la invenció de la primera gàbia artificial de mirinyac. El propòsit del mirinyac era crear una silueta artificial de rellotge d'arena, accentuant els malucs, i la creació d'una il·lusió d'una cintura petita, juntament amb la cotilla. El mirinyac de gàbia es va construir unint tires metàl·liques primes juntes per formar una estructura circular que podria sostenir la ran amplada de la faldilla. Això va ser possible gràcies a la tecnologia que va permetre que el ferro es convertís en acer, que després podia ser transformat en fins filferros. Encara que sovint ridiculitzat pels periodistes i caricaturistes de l'època com el mirinyac va augmentar de grossària, aquesta innovació va alliberar les dones del pes dels enagos i va ser una opció molt més higiènica.
Mentrestant, la invenció dels tints sintètics afegia nous colors a les peces de roba i les dones experimentaven amb colors vistosos i brillants. La innovació tecnològica de la dècada de 1860 va proporcionar a les dones llibertat i opcions.

## Estil del vestit dels 1860

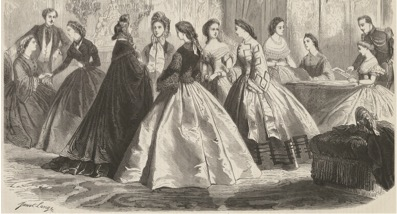
Vestits dels 1860.

Durant primers i mitjan 1860, els marinyacs van començar a disminuir de mida en la part superior, mantenint la seva amplitud en la part inferior. Al contrari, la forma es va fer més plana en la part davantera i més voluminosa darrere, es va traslladar cap a la part posterior, ja que les faldilles, ara, constaven de parts posteriors voluminoses. Els cossets per una altra banda, acabaven en la cintura natural, hi havia manigues amples de pagoda, i van incloure els colls alts per als vestits del dia; i escots baixos per a vestits de nit. Tanmateix, el 1868, la silueta femenina s'havia aprimat quan el mirinyac va ser reemplaçat pel polisson, i el volant on es recolzava va superar el paper de determinar la silueta. Les amplades de la faldilla van disminuir encara més, mentre que la plenitud i la longitud van romandre en la part posterior. Per tal d'emfasitzar l'esquena, els volants es van reunir per formar plecs suaus i caigudes com a cortines.

## Estil del vestit dels 1870

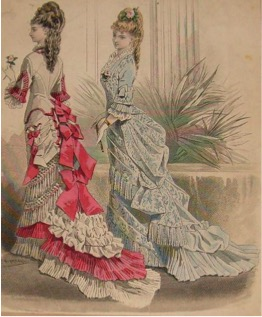
Vestits dels 1877

La tendència de les faldilles amples va desaparèixer lentament durant la dècada de 1870, quan les dones van començar a preferir una silueta fins i tot més prima. Els cossets romanien en la cintura natural, hi havia escots variats, mentre que les mànigues van començar sota la línia de l'espatlla. Un faldó era comunament usat sobre el cosset, i assegurat en un gran arc darrere. Tanmateix, amb el temps, la faldilla es va escurçar en un cosset separat, que resultava en una elongació del cosset sobre els malucs. A mesura que els cossets van créixer més el 1873, el polisson es va introduir en els estils de vestir victorians. Un polisson és també una peça de roba que inclou tant una faldilla com un cosset. L'introduït del polisson va crear una il·lusió d'un extrem posterior exagerat.

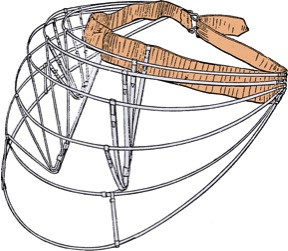
Polisson dels 1870

Al 1874, les faldilles van començar a estrènyer-se a la part davantera i es van adornar amb guarniments, mentre que les mànigues es van tesar al voltant de la zona del canell. Cap a 1875 a 1876, els cossets oferien cintures llargues, però encara més ajustades, i convergien en un punt agut en el front del cos. Els bulbs es van allargar i van baixar, fent que la plenitud de la faldilla disminuís més. Un teixit extra es va afegir darrere plecs, creant així un espai més estret, però més llarg, cobert amb volants també. A causa dels volants més llargs, els enagos van haver de ser portats sota per guardar el vestit net.
Tanmateix, quan s'acostava l'any 1877, els vestits es van emmotllar per entrar en la figura, mentre que siluetes creixents més primes van ser afavorides. Això va ser permès per la invenció del cosset de cuirassa que funciona com una cotilla, però s'estén cap avall als malucs i a les cuixes superiors. Encara que els estils del vestit van prendre una forma més natural, l'estretesa[de la faldilla va limitar molt respecte de caminar be.

## Estil del vestit dels 1880

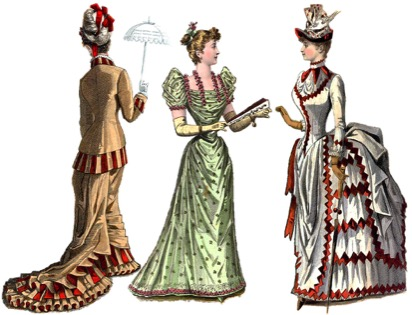
Vestits dels 1880

La dècada de 1880 va ser un període de confusió estilística. D'una banda, hi va haver la silueta over-ornamented amb la textura per contrast i els accessoris frívols. D'altra banda, la creixent popularitat de la sastreria va donar lloc a un estil alternatiu, sever. Alguns li atribueixen el canvi en la silueta de la reforma de la vestimenta d'estil victorià, que consistia en un parell de moviments, incloent el vestit d'estètica Moviment i el Moviment Rational Dress a l'època victoriana que van advocar per la silueta natural i roba interior lleugera. Tanmateix, aquests moviments no van obtenir un suport generalitzat. Altres van assenyalar el creixement en els seguidors al ciclisme i al tennis com a activitats femenines acceptables que exigien una més gran llibertat de moviment a la roba de les dones. Altres van sostenir que la creixent popularitat dels vestits semimasculins fets a la mida era simplement un estil de moda, i no indicava ni punts de vista avançats ni la necessitat de roba pràctica. Tanmateix, la diversificació en opcions i l'adopció del que es considerava la roba d'home en aquest moment va coincidir amb el poder creixent i l'estatus social de les dones cap al període victorià tardà.

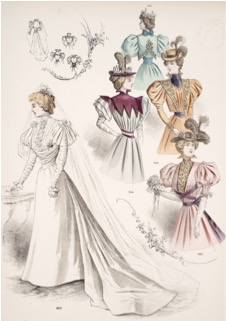
Vestits deld 1890

El polisson va fer una reaparició el 1883, i va oferir una protrusió horitzontal exagerada addicional en la part posterior. A causa de la plenitud addicional, la draperia va ser moguda cap als costats o la part davantera de la faldilla en el seu lloc. Qualsevol draperia en la part del darrere va ser aixecada en pufs. Cossets per un altre costat, escurçats i van acabar per damunt dels malucs. Tanmateix, l'estil va continuar adaptat, però va ser més estructurat. Cap a 1886, la silueta va tornar a tornar-se a una figura més prima. Les mànigues dels cossets eren més fines i més ajustades, mentre que els escots es van tornar més alts. A més a més, una mirada més adaptada va començar a desenvolupar-se fins que va millorar en la dècada de 1890

## Estil del vestit dels 1890
Cap a 1890, el mirinyac i el polisson van quedar completament abandonats, i les faldilles es van alliberar naturalment de la diminuta cintura de la portadora. Es van desenvolupar en una forma de campana, i es van fer per a encaixar més ajustades al voltant de la zona del maluc. Els escots eren alts, mentre que les mànigues de cosset inicialment van assolir el seu punt màxim en les espatlles, però van augmentar de mida durant 1894. Encara que les mànigues grans requerien espatlleres artificials per assegurar-les al seu lloc, es van reduir cap a la fi de la dècada. Així, les dones van adoptar l'estil de la jaqueta a mida, el que va millorar la seva positura i confiança, a la vegada que reflectia els estàndards de l'alliberació prematura de la dona.

## Barrets

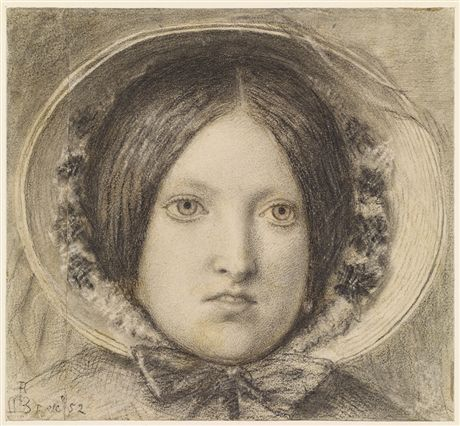
Emma Hill de Ford Madox Brown (1853), una dona amb una versió de caputxa.

Els barrets (i els guants) eren crucials per a una aparença respectable tant per a homes com per a dones. Passejar amb el cap descobert simplement no era apropiat. El barret de copa alta, per exemple, era un vestit formal estàndard per als homes de classe mitjana i alta. Per a les dones, els estils de barrets van canviar amb el temps i van ser dissenyats perquè coincidissin amb els seus vestits.
Durant les primeres dècades victorianes, les voluminoses faldilles sostingudes amb mirinyacs, i després faldilles de cèrcol, eren el punt focal de la silueta. Per realçar l'estil sense distreure's d'ell, els barrets eren modests en mida i disseny, la palla i les caputxes de tela van ser l'opció popular. Les caputxes, que havien estat usades durante el període de la regència tardana, tenien corones altes i petites ales que es van engrandir fins a la dècada de 1830, quan la cara d'una dona que portava un caputxa només podia veure's directament des del front. Tenien ales arrodonides, fent ressò de la forma arrodonida de les faldilles de cèrcol en forma de campana.

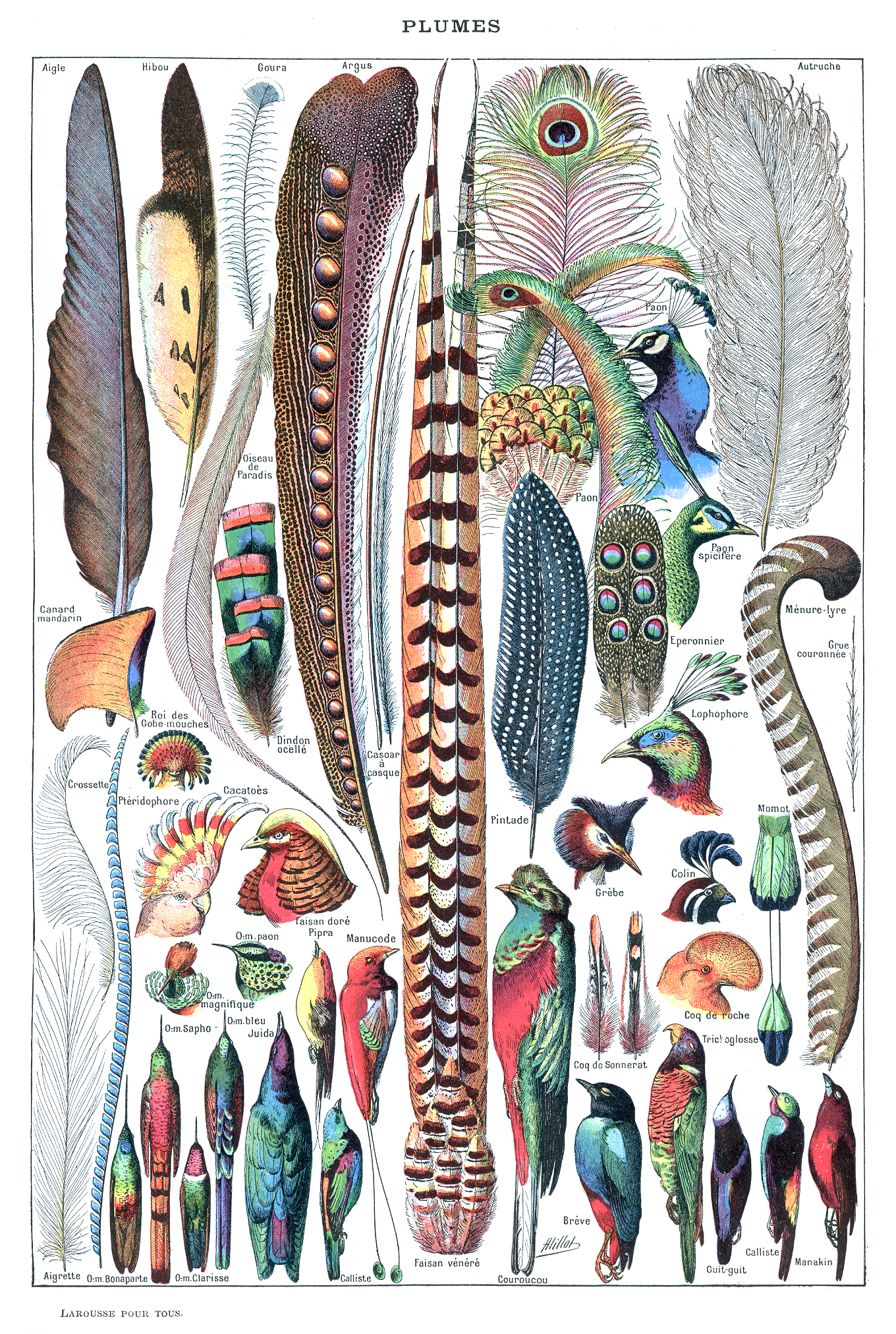
Il·lustració de principis del segle XX de diversos tipus de plomes d'aus.

La silueta va canviar una vegada més quan l'era victoriana va arribar a la seva fi. La forma era essencialment un triangle invertit, amb un barret d'ala ampla a la part superior, una part superior del cos amb mànigues inflades, sense farciment, i una faldilla que s'estrenyia als turmells. Els enormes barrets d'ala, estaven coberts amb elaborades creacions de flors de seda, cintes i, sobretot, plomes exòtiques; els barrets de vegades incloïen ocells exòtics sencers que havien estat farcits. Moltes d'aquestes plomes van venir d'ocells de Florida, que gairebé completament van ser extingits per la caça excessiva. Al 1899, els ambientalistes com Adeline Knappse es van dedicar a reduir la caça de plomes. Al 1900, més de cinc milions d'ocells a l'any estaven sent sacrificades, i quasi el 95 per cent d'eren aus de la costa de Florida que havien estat caçats per les seves plomes.

## Sabates
Les sabates de les dones del principi del període victorià eren estretes, en setí negre o blanc. Per 1850 i 1860, van ser lleument més amples amb un taló baix i fets de cuir o de pany de tela. Les bótes amb cordons o amb botons també eren populars. Des de la dècada de 1870 fins al segle xx, els talons van ser més alts i les punteres es van fer més punxegudes.

## Vestit masculí

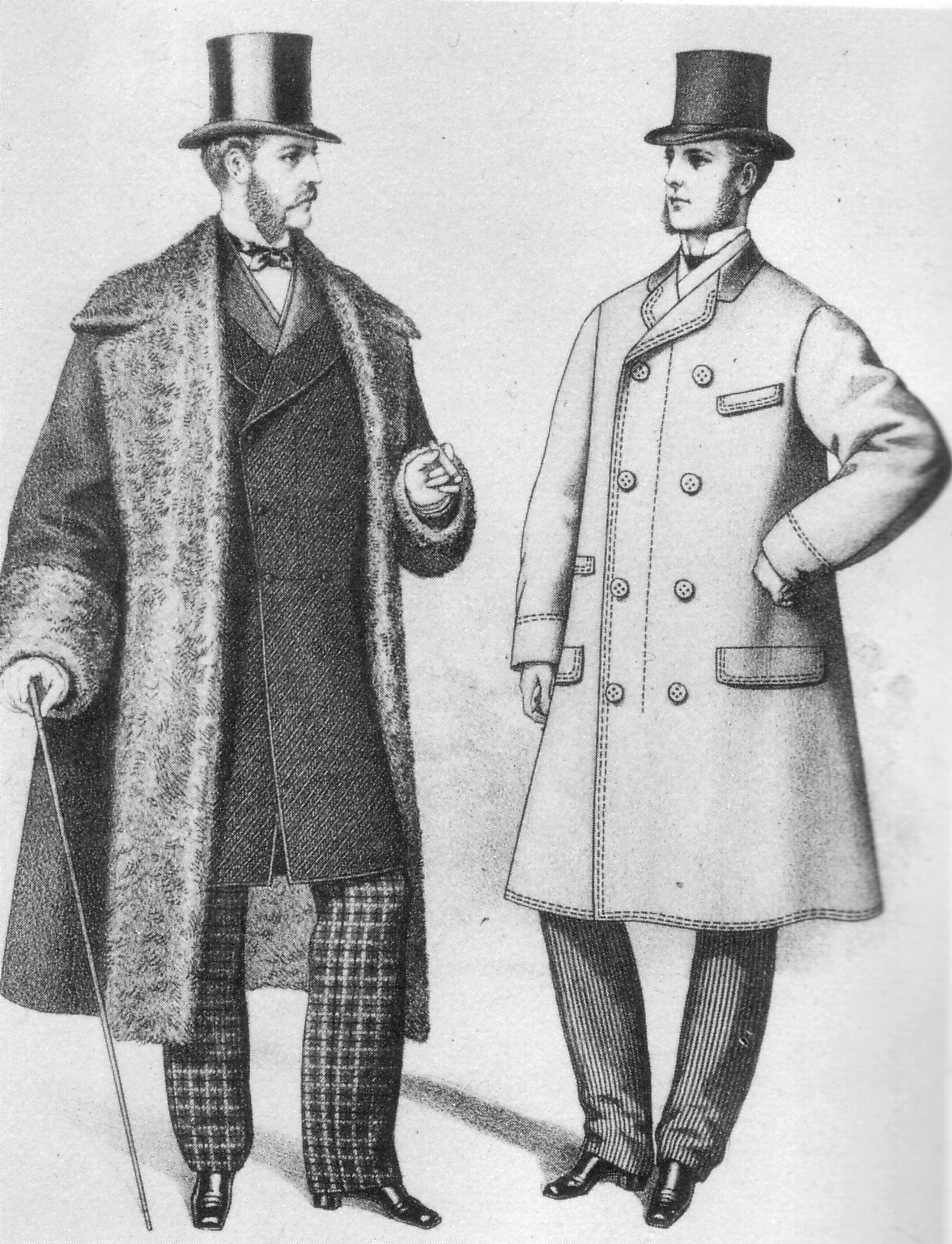
Dibuix d'homes victorians de 1870

Durant els anys 1840, els homes portaven, una levita molt ajustada i armilla. Les armilles eren d'un o dos pits oberts per davant, amb coll entallat, i eren acabats en general amb botons d'una filera o dobles i amb la cintura baixa. Per a les ocasions més formals, un cutaway una espècie d'abric de matí va ser utilitzada amb pantalons lleugers i color gris durant el dia, i un de negre per usar a la tarda. Les camises estaven fetes de lli o cotó amb colls baixos i s'usaven amb amples llaços o corbates. Els pantalons de muntar es van utilitzar per a les funcions formals i per muntar a cavall. Els homes portaven habitualment barrets de copa alta i amb ales amples en temps assolellat.
Durant la dècada de 1850, els homes van començar a usar camises amb colls alts i corbates lligades a mà en un llaç, o lligades en un nus amb els extrems punxeguts que sobresortien com «ales». La classe alta va continuar fent servir barrets de copa alta, i la gorra de golf era usada por la classe obrera.
A la dècada de 1860, els homes van començar a usar corbates més amples que estaven lligades] en un llaç o en un nus solt i subjectat amb un passador. Els abrics es van escurçar fins al genoll i es van usar per als negocis, mentre que l'abric de longitud mitjana fins a les cuixes es va desplaçar lentament per a ocasions menys formals.
Durant la dècada de 1870, van créixer en popularitat els vestits de tres peces junt amb teles amb motius estampats per a camises. Les corbates quadrades van anar reemplaçant-se pel plastró, que és nua com una corbata; però els diferents nusos donen un volum molt superior a la corbata, aquests tipus de nusos s'aconsegueixen principalment a l'hora de nuar la pala davantera sobre l'altra. Segons és col-loqui aquesta, mes llisa o amb mes doblecs, s'aconsegueix uns nusos mes arrugats o menys.
Durant la dècada de 1880, el vestit de nit formal continuava sent un abric de cua fosca i pantalons amb armilla fosca, una corbata blanca i una camisa amb un coll alat. A mitjan de la dècada, l'esmòquing, s'usava de vegades més relaxades i formals. La jaqueta de Norfolk i els pantalons de tweed o de llana es van utilitzar per a activitats a l'aire lliure. Els abrics fins al genoll, sovint amb colls de vellut o de pell, s'enduien a l'hivern. Les sabates dels homes tenien talons més alts i peu estret.
A partir de la dècada de 1890, el blazer va ser introduït, i va ser usat per a esports, vela i d'altres activitats casuals.
Al llarg de gran part de l'era victoriana la majoria dels homes portaven els cabells força curt. Això va ser acompanyat sovint per diverses formes de pèl facial incloent bigotis, patilles laterals, i barbes completes. El rostre afaitat no va tornar a ésser de moda fins al final de la dècada de 1880 i principis de 1890.
Distingir el que els homes realment usaven del que se'ls comercialitzava en diaris i anuncis és problemàtic, ja que no existeixen registres de confiança.

## Dol negre

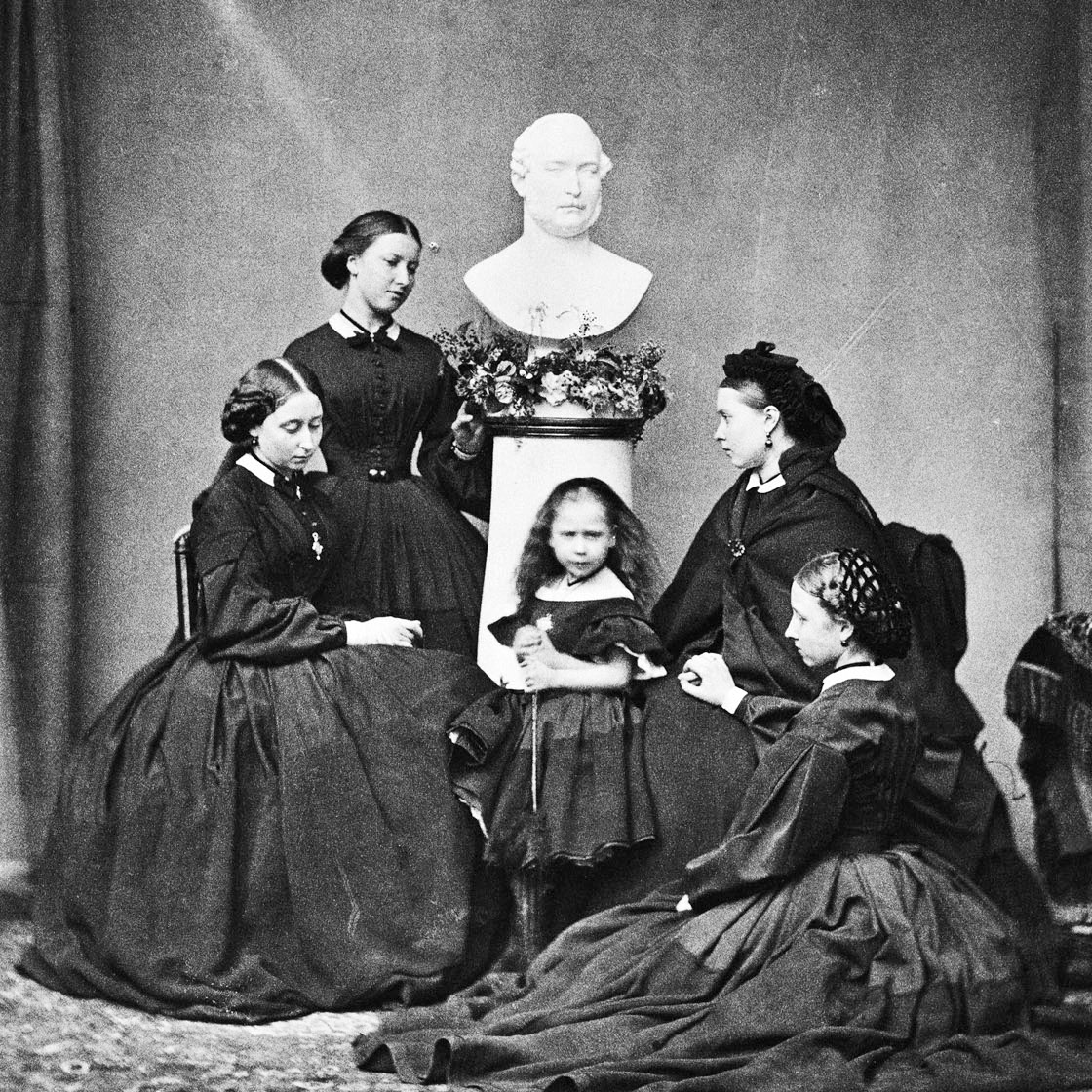
Les cinc filles de la regna Victòria (Alice, Helena, Beatrice, Victòria i Louise), fotografiades amb dol negre sota el bust del seu difunt pare, el Príncep Albert (1862).

A Gran Bretanya, el negre és el color tradicionalment associat amb el dol per als morts. Els costums i l'etiqueta que s'esperava dels homes, i especialment de les dones, eren rígides durant gran part de l'era victoriana. Les expectatives depenien d'una complexa jerarquia de relació propera o llunyana amb el mort. Quant més a prop era la relació, més llarg era el període de dol i el desgast del negre. L'ús del negre complet es coneixia com el primer dol, que tenia el seu propi vestit, incloent teles, i una durada prevista de 4 a 18 mesos. Després del període inicial de primer dol, seguiria el segon dol, un període de transició per usar menys el color negre, el qual va ser continuat pel dol ordinari, i després el migdol. Algunes d'aquestes etapes de dol es van escurçar o es van ometre completament si la relació amb el difunt era més distant. El migdol va ser un període de transició quan el negre va ser reemplaçat per colors com a lavanda i malva, possiblement considerats colors de transició acceptables a causa de la tradició de l'Església d'Anglaterra (i Catòlica) del clergat vestint estoles de color lavanda o malva per als serveis fúnebres, per representar la Passió de Crist.
Les dones amb menors recursos financers van tractar de mantenir-se al dia amb l'exemple que estableixien les classes mitjana i alta en tenyir el seu vestit diari. Els tintorers van fer la major part dels seus ingressos durant el període victorià, tenyint la roba negra per al dol.

## Avenç tecnològic
Els avançaments tecnològics no només van influir en l'economia sinó que van portar un gran canvi en els estils de moda usats por homes i dones. Com l'era victoriana es va basar en els principi] de gènere, raça i classe. El gran avenç va ser a favor de la classe alta, ja que eren els que podien permetre's l'última tecnologia i canviar els seus estils de moda en conseqüència. En la dècada de 1830 hi va haver introducció del mirinyac que es va convertir en un símbol d'estatus i riquesa com solament les dones de classe alta podien usar. Al 1850 hi va haver més avançaments tecnològics de la moda, per tant, 1850 podria correctament ser nomenat una revolució en la indústria de la moda victoriana, com la innovació del marinyac de gàbia que va donar a les dones una silueta de rellotge d'arena artificial i va significar per a les dones no haver d'usar capes d'enagos per aconseguir la il·lusió dels malucs amples i també va ser una mesura més higiènica. També es van introduir tints sintètics que afegien nous colors brillants a les peces de roba. El 1855 l'alta costura es va introduir com la costura que més corrent en els anys següents.
Charles Fredrick Worth, un prominent dissenyador anglès, es va fer popular entre la classe alta encara que la seva ciutat del destí sempre va ser París. L'alta costura es va fer popular al mateix temps en el qual s'inventaven les màquines de cosir.
Les tècniques cosides a mà van sorgir i eren una distinció en comparació amb les velles maneres de cosir. La princesa Eugènia de França vestia la costura anglesa, la costura de Charles Fredrick Worth, i en un no res es va fer famosa a França, encara que havia arribat de París feia uns anys. Al 1855, la reina Victòria i el príncep Albert de Gran Bretanya van donar la benvinguda a Napoleó i Eugènia de França en una visita d'estat complet a Anglaterra. Eugènia va ser considerada una icona de la moda a França. Ella i la reina Victòria es van convertir en amigues instantànies. La reina Victòria, que havia estat la icona de moda de l'alta costura europea, es va inspirar a l'estil d'Eugènia i en les modes que portava. Posteriorment, la reina Victòria va nomenar a Charles Fredrick Worth com el seu fabricant de roba i es va convertir en un prominent dissenyador entre la classe alta europea.

## Galeria

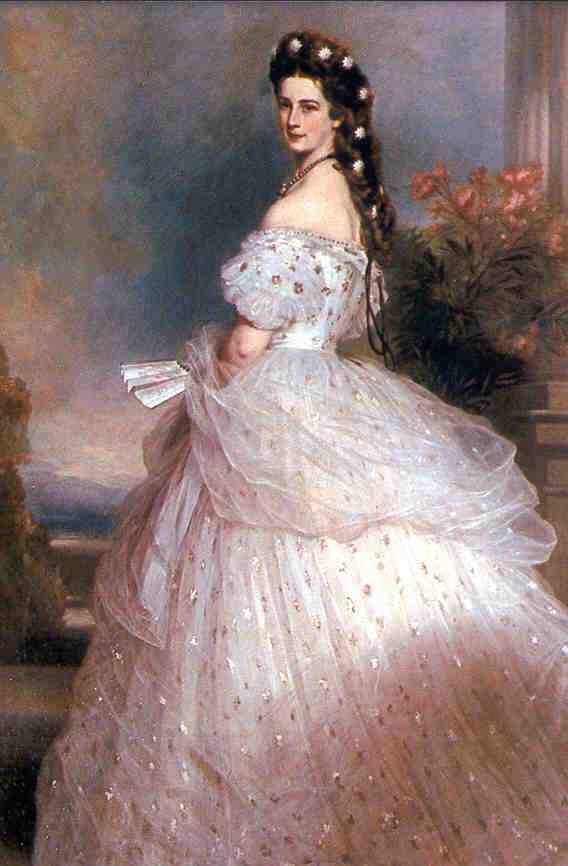
Vestit dissenyat per Charles Frederick Worth per a Elisabeth d'Àustria pintat per Franz Xaver Winterhalter
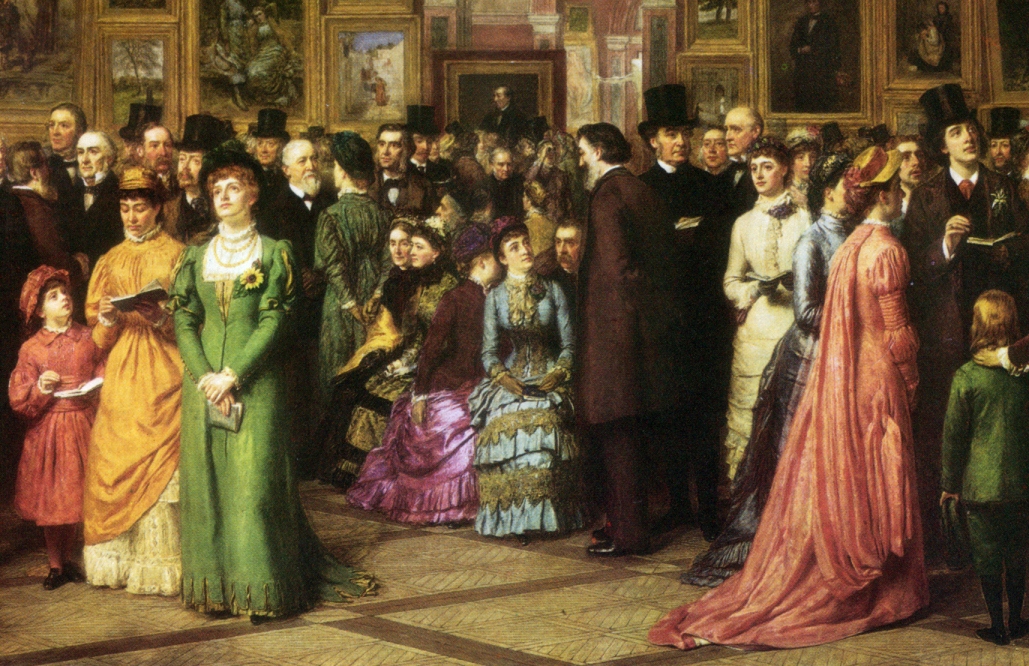
La pintura de William Powell Frith de 1883 contrasta el vestit estètic de les dones (esquerra i dreta) i amb el vestit de moda (centre)
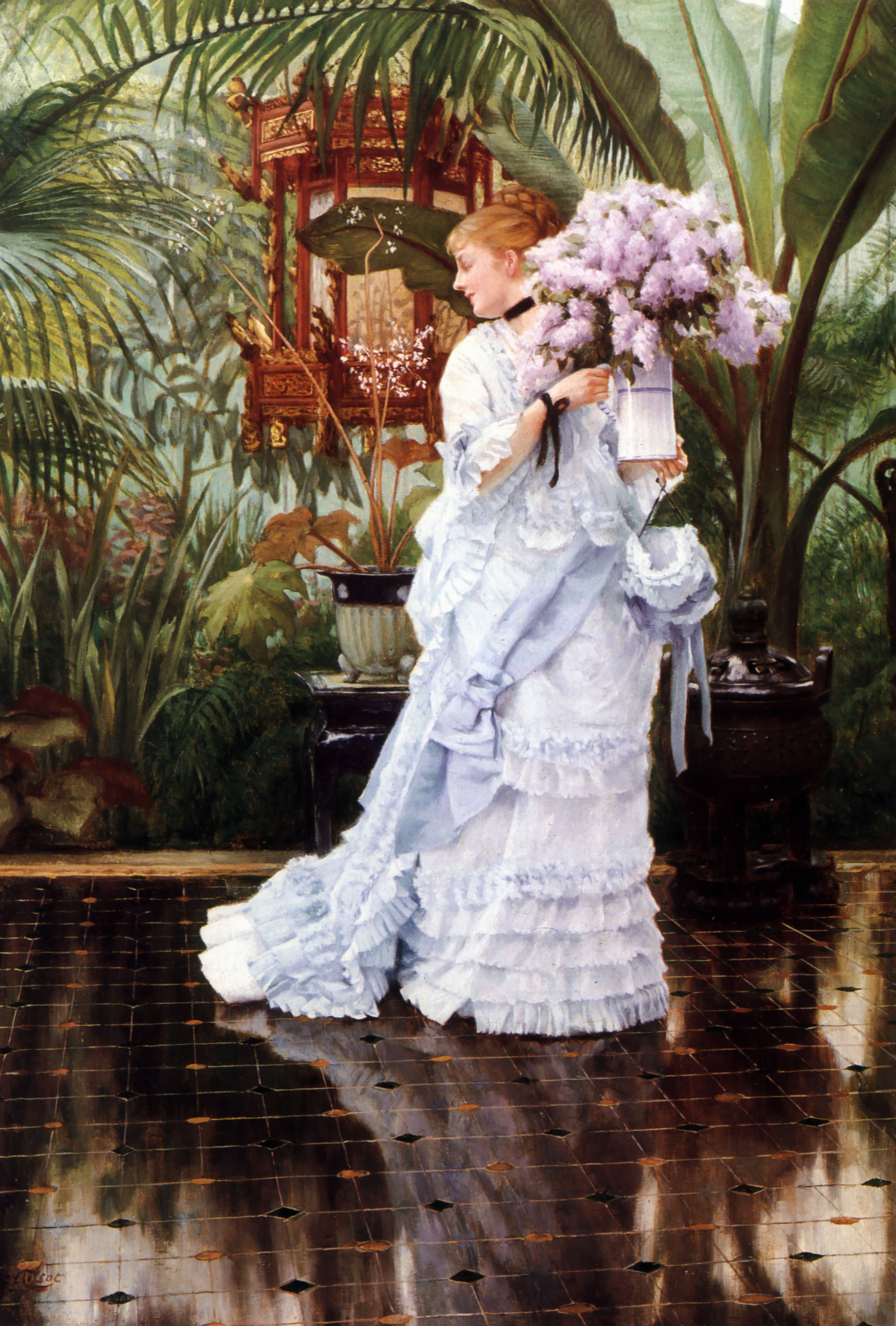
Vestit de dia, c. 1875 Pintura de James Tissot
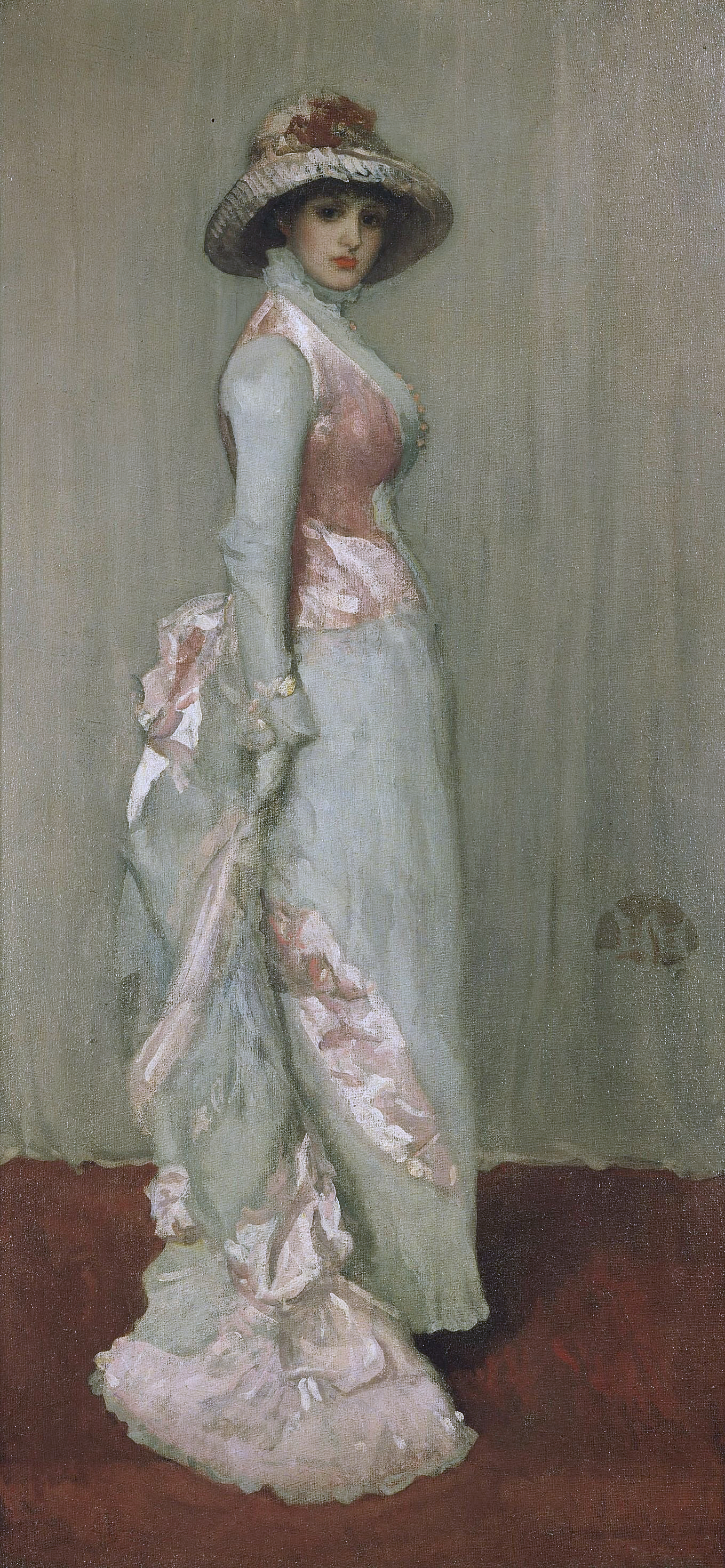
El retrat de Whistler de Lady Meux, 1882
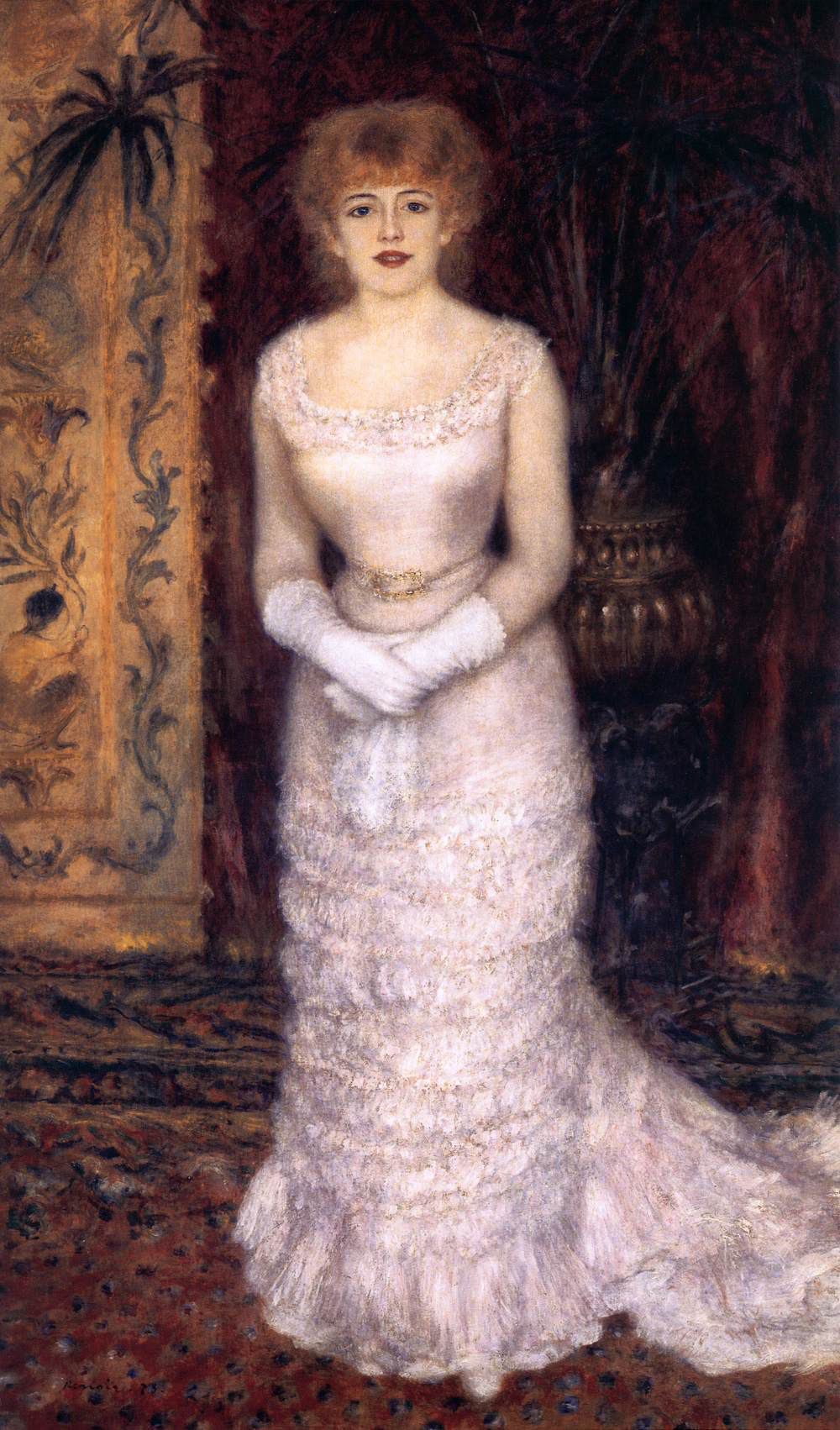
Retrat de Renoir de Jeanne Samary amb un vestit de nit, 1878
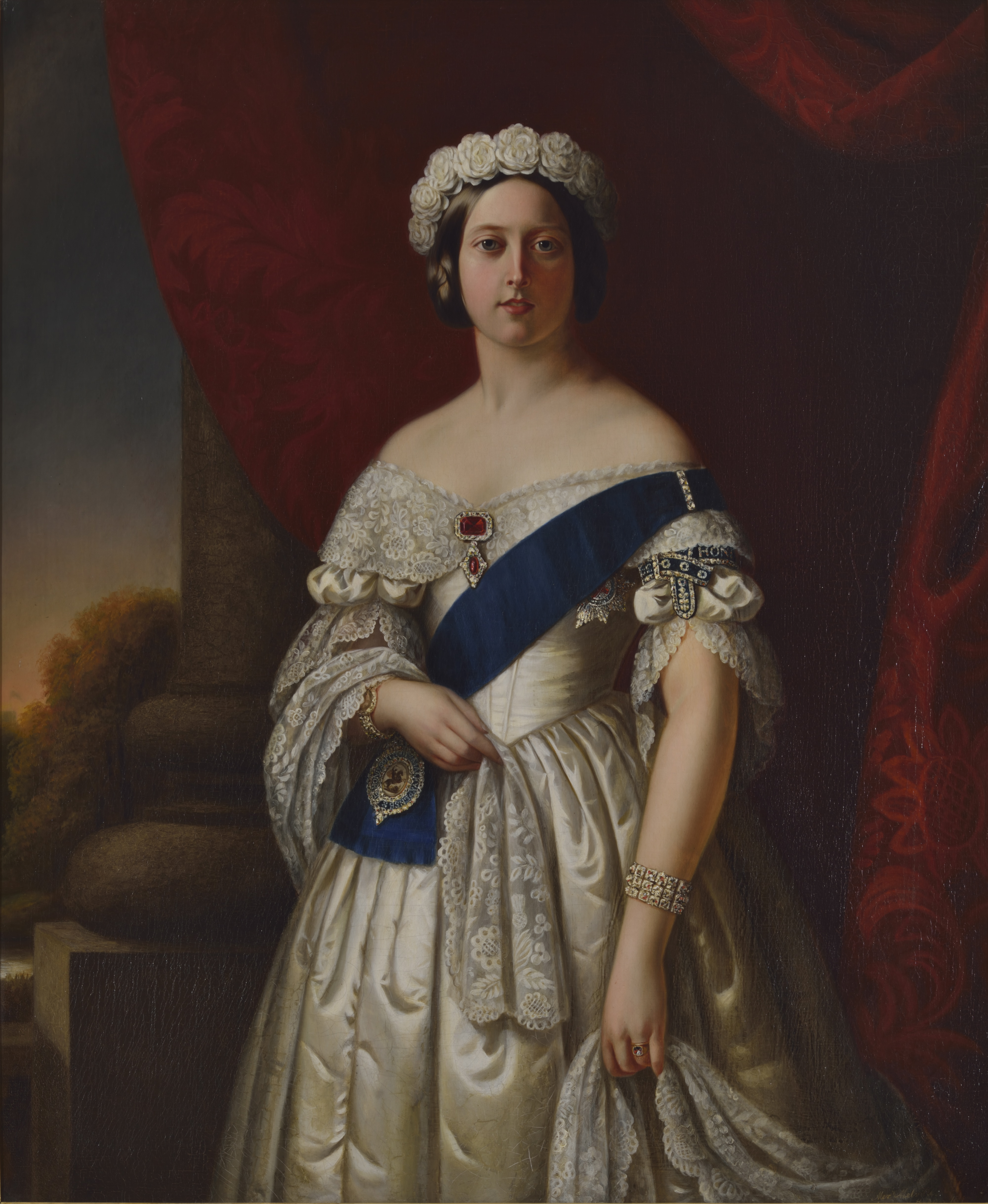
Retrat d'Alexander Melville de la reina Victòria, 1845
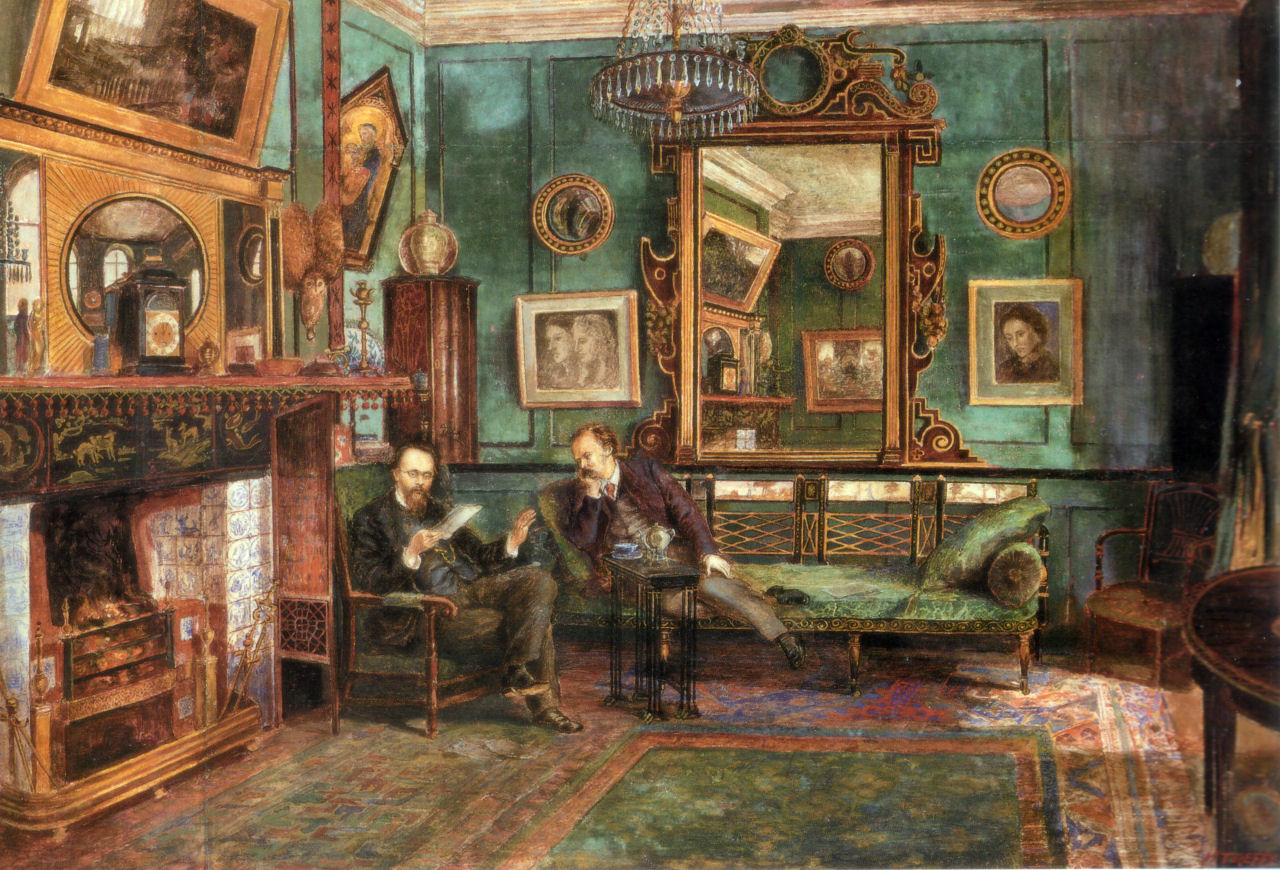
Un interior artístic: Dante Gabriel Rossetti llegint a Theodore Watts-Dunton en la sala de dibuix, 1882
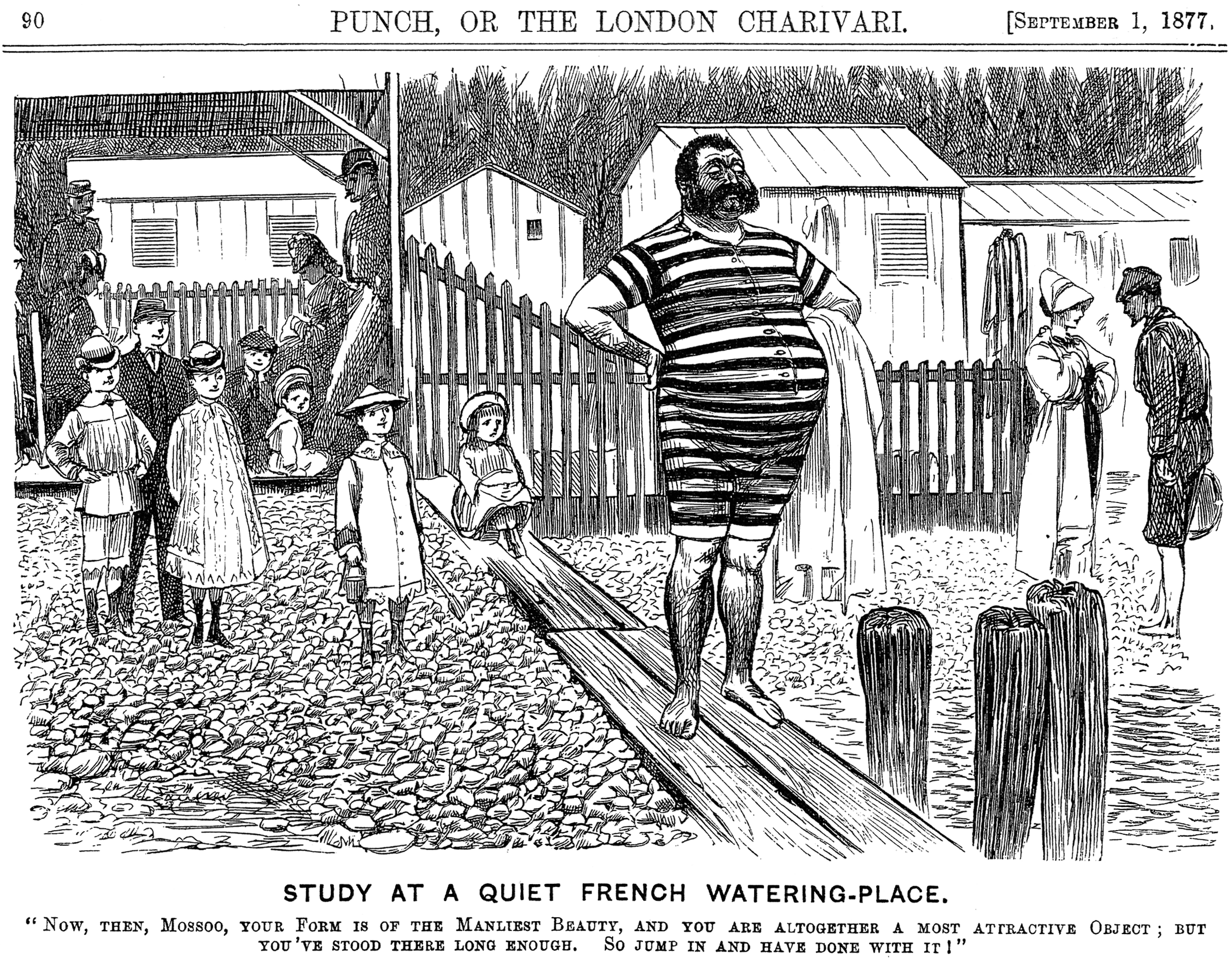
Vestit de bany per a home: Caricatura de la revista Punch de George du Maurier